# Módulos dinámicos formadores de patrones
Los módulos dinámicos generadores de patrones (o DPMs; por sus siglas en inglés Dynamical Patterning Modules) son un conjunto de moléculas conservadas y de los procesos fisicoquímicos mediados por estos que actúan de manera semiautónoma (de ahí que reciban el nombre de módulos). Los DPMs están involucrados en la diferenciación celular y en la formación de patrones espaciales entre los diferentes tipos celulares dentro de un organismo multicelular. La hipótesis de los DPMs fue propuesta por Stuart A. Newman y colaboradores para tratar de explicar la radiación evolutiva observada en la morfología de los metazoa durante el período del Cámbrico temprano. Aunque los DPMs se propusieron originalmente para explicar la morfología de los animales, el marco teórico de los DPMs ha sido ampliado al estudio del desarrollo en plantas.

## Introducción
Según el registro fósil, durante el período Cámbrico tuvo lugar una radiación en las morfologías de los metazoos, la cual ocurrió en períodos de tiempo relativamente cortos dado los cambios observados. Bajo el marco evolutivo del neodarwinismo, estos cambios evolutivos, si bien posibles, esperan encontrarse en períodos de tiempo mucho mayores, donde el cambio fenotípico viene dado por cambios genéticos que ocurren de manera gradual. Por lo tanto, la evolución de las morfologías desafían la visión neodarwinista de la evolución. Además, en los animales modernos, existe la llamada caja de herramientas genéticas (genetic toolkit) el cual constituye un conjunto de genes y las proteínas (genes Hox, Pax6, etc) que codifican y que están directamente involucrados en la determinación de tipos celulares y de las estructuras observadas en los animales. Estos genes se encuentran altamente conservados entre los metazoos. En el marco de los DPMs, la caja de herramientas genética es dividida en dos clases 1) factores transcripcionales involucrados en el desarrollo y que permiten la existencia de estados fenotípicos alternativos (tipos celulares) y 2) moléculas conservadas que median procesos fisicoquímicos y que en última instancia permiten la comunicación y acoplamiento entre las células que componen un agregado multicelular. Esta segunda clase constituye lo que Stuart Newman llama los módulos dinámicos generadores de patrones.
	Los módulos dinámicos generadores de patrones están involucrados en mediar procesos fisicoquímicos genéricos, es decir, procesos comunes a la materia viva y no viva. Los DPMs reciben la denominación de módulo dado que en principio pueden actuar de manera autónoma uno respecto del otro. A partir de emplear a los DPMs de manera aislada o en combinaciones, estos son suficientes para generar la gama de estructuras observadas en los metazoos.
Stuart Newman sugiere que en la transición a la multicelular en los metazoa, los componentes moleculares de la caja de herramientas genéticas (genetic toolkit) ya se encontraba presente en el ancestro unicelular. Estos componentes son principalmente genes que codifican para factores de transcripción, moléculas de comunicación y proteínas de adhesión localizados en la membrana celular. Este supuesto se soporta por comparaciones entre los genes codificados por los genomas de los metazoos actuales y los Choanoflagelados, los parientes unicelulares más cercano a los metazoos multicelulares modernos. Estas comparaciones efectivamente sugieren que los componentes moleculares necesarios para la multicelularidad se encontraban presentes en el ancestro unicelular. Comparaciones similares han sido realizadas incluyendo plantas, algas y levaduras (Saccharomyces cerevisiae) y mantienen congruente la idea de la existencia de estos genes antes de ocurrir la transición a la multicelularidad. La función de estos genes en un contexto unicelular permanece sin ser totalmente identificada pero se ha sugerido que estos componentes pudieron haber tenido una función diferente a la presentada en la escala multicelular y que pudieron haber sido co-optados durante la transición a la multicelularidad. 
	En esta propuesta, se sugiere que los primeros metazoos multicelulares debieron ser organismos altamente plásticos y que eso permitió explorar un amplio rango de morfologías sin la necesidad de grandes cambios genéticos (como sugerido por la teoría neodarwinista de la evolución).

## DPMs en el desarrollo animal

### Adhesión y adhesión diferencial
Dado que las células de un organismo multicelular deben mantenerse unidas unas a las otras, la adhesión es una característica crucial en la definición de multicelularidad. Al mantenerse unidad las células a través de proteínas de membrana, los componentes involucrados en el resto de los DPMs pudieron haber mediado de manera espontánea procesos únicamente apreciables en la escala multicelular. En metazoa, la adhesión célula-célula es mediada por proteínas de membrana como lectinas, integrinas y cadherinas, las cuales se ha sugerido se encontraban en su ancestro unicelular en donde pudo haber desempeñado funciones de detección de nutrientes o defensa contra patógenos. Pequeños cambios genéticos o ambientales pudieron haber promovido la co-optación de estas proteínas en los mecanismos actuales de adhesión célula-célula. 
Si se considera el escenario en el que las proteínas que median la adhesión célula-célula se distribuyen de manera heterogénea a través de la membrana celular, entonces se puede dar lugar a regiones de la célula que presentan mayor o menor adhesividad dando lugar a la llamada adhesión diferencial. Otra manifestación de la adhesión diferencial es el caso en que subpoblaciones de células presentan distinta cohesión. La adhesión diferencial permite la formación de regiones (o islas) de células con propiedades adhesivas similares o la formación de diferentes capas cada una constituida por células con diferente adhesión respecto a otra capa. 

### Determinación de tipos celulares e inhibición lateral
Es factible que el ancestro unicelular de los organismos multicelulares presentara la capacidad de diferenciarse en distintos tipos celulares en respuesta de estímulos ambientales, sin embargo, estos tipos celulares no podrían existir simultáneamente en tiempo y espacio. En organismos multicelulares, la producción y recepción de señales por parte de una célula y su vecindario permiten la adquisición de un estado diferenciado de una parte de la población mientras que otras subpoblaciones pueden diferenciarse en otros tipos celulares. La importancia de estas señales es que permiten coordinar a las células individuales y tienen como consecuencia que además de alcanzar distintos estados diferenciados, estos tipos celulares ocurran en patrones espaciales determinados.
	Aunque actualmente los metazoos presentan distintos mecanismos que median la inhibición lateral, uno de los más estudiados y probables para haber actuado en la transición a la multicelularidad en metazoos, es la ruta de señalización Delta-Notch. Esta ruta permite iniciar un programa de regulación que tiene como consecuencia que una célula alcance un tipo celular específico mientras su células vecinas pueden alcanzar un segundo tipo celular diferente.

### Polaridad
La polaridad celular hace referencia a la distribución heterogénea de los componentes celulares y que permite a un segmento o región de la célula ganar una identidad y propiedades diferentes al resto de la célula. La polaridad es establecida en gran medida por la dinámica del citoesqueleto, la cual permite a los distintos organelos celulares ganar y mantener posiciones específicas dentro de la célula. En metazoa, la dinámica del citoesqueleto es regulada por la vía de señalización WNT y permite el establecimiento de polaridad apical-basal. 
En los organismos multiceluares, el establecimiento de polaridad permite modificar la morfología esférica típica de las células y con esto la formación de estructuras elongadas o planares. En combinación con otros DPMs, la polaridad puede jugar un rol en la formación de invaginaciones. 
Organismos unicelulares como las bacterias son capaces de regular la dinámica de su citoesqueleto, siendo posible que la regulación del citoesqueleto para controlar la polaridad celular, un mecanismo existente previamente a la transición a la multicelularidad en los metazoa. 

### Osciladores (sincronizados)
Un comportamiento oscilatorio emergen bajo ciertas condiciones cuando los componentes que participan en este contienen combinaciones de interacciones reguladoras positivas y negativas. El comportamiento oscilatorio es recurrente de los sistemas de desarrollo dónde participa en la formación de patrones espaciales periódicos. Uno de los componentes moleculares propuestos para mediar el comportamiento oscilatorio son los reguladores de tipo Hes que son elementos que participan río abajo de la ruta de señalización Notch.

### Aumento y pérdida diferencial de masa celular
Dentro de un agregado multicelular, las células se mantienen coordinadas a través del acoplamiento mediado por la comunicación intercelular. Dentro de las consecuencias de esta coordinación está el control de las tasas de división celular y muerte celular programada. De esta manera, algunas regiones del conglomerado pueden estar sujetas a distintas tasas de crecimiento (crecimiento y pérdida diferencial). Ambos fenómenos son importantes en el desarrollo de los organismos y los componentes moleculares mediando estos procesos aunque presentes en casi todos los organismos pueden variar considerablemente entre reinos. La muerte celular programada es importante para el desarrollo correcto de los dígitos en vertebrados. 

## DPMs en el desarrollo de las plantas
Aunque originalmente la hipótesis de los DPMs fue planteada para el estudio del desarrollo de animales, recientemente, esta propuesta sido extendida para estudiar el desarrollo en plantas. Aunque aplicables de manera similar, las células vegetales presentan al menos dos características que marcan diferencias entre sus procesos de desarrollo: 1) las células vegetales son principalmente inmóviles debido a una pared vegetal rígida. 2) A diferencia de los animales, donde los factores transcripcionales involucrados en la determinación de tipos celulares tienden a mantenerse dentro de la célula que los sintetiza, en plantas, estas proteínas puede ser transportadas de una célula a otra mediante los plasmodesmos. Para la mayoría de los DPMs planteados para estar involucrados en el desarrollo de plantas existe evidencia que sugiere que las proteínas y moléculas mediando estos procesos se encontraban presentes en el ancestro unicelular de las plantas multicelulares. 
Finalmente, a diferencia de los metazoa actuales, en los cuales sus planes corporales muestran poca o ninguna plasticidad fenotípica, las plantas muestran una alta plasticidad incluso durante etapas del desarrollo post-embrionario. 

### Determinación de la pared celular
Una de las características más importantes de las células vegetales es la pared celular. La pared celular restringe el movimiento celular por lo tanto inhibiendo la migración. La pared celular está involucrada en mediar la comunicación celular y en la integración de estrés mecánico. Por lo tanto, la orientación de la pared celular es crucial durante el desarrollo de las plantas. 

### Adhesión célula-célula
En plantas terrestres la comunicación célula-célula es mediada por distintos polisacáridos (principalmente, pectina) que se encuentran asociados a la pared celular primaria de las células vecinas. Al igual que en las células animales, en plantas la adhesión es el requisito primordial para la existencia de conglomerados multicelulares y el cambio de escala asociado a la multicelularidad pudo haber propiciado el efecto observado durante el desarrollo del resto de los DPMs. 

### Diferenciación dependiente de la posición.
Aunque en plantas el movimiento celular es restringido por la pared celular,  la transferencia de componentes moleculares como factores transcripcionales, péptidos, ARN y auxinas se lleva a cabo a través de los plasmodesmos. La comunicación intercelular facilitada por los plasmodesmos propicia el acoplamiento de las células dentro de la estructura multicelular y finalmente está involucrada en la formación de patrones espaciales de los tipos celulares. 
En animales, los factores transcripcionales actúan de manera intracelular donde integran señales externas a través de su integración de las vías de señalización celular. En plantas, sin embargo, debido a su movimiento a través de los plasmodesmos, los factores transcripcionales participan tanto en la determinación de tipos celulares (a partir de controlar programas genéticos de diferenciación) como en la comunicación célula-célula. 

### Polaridad
Las células vegetales también exhiben polaridad y tiene consecuencias en la determinación de los ejes apico-basal a nivel organismo. Uno de los componentes que se encuentran recurrentemente mediando la determianción de la polaridad en plantas es la hormona vegetal auxina y sus transportadores, las proteínas PIN. Las proteínas PIN se localizan de manera heterogénea en la pare vegetal generando grandientes localizados de auxina. La posición de las proteínas PIN es altamente dinámico y se ve influenciado a su vez por la concentración de auxinas. 
El establecimiento de la polaridad en las células vegetales está influenciado también por los componentes de la pared celular y la distribución de las fuerzas mecánicas que actúan sobre esta. La distribución heterogénea de los componentes de la pared celular permite el establecimiento de la polaridad celular. 

### Arreglo espacial de brotes
Durante el desarrollo de la parte aérea de las plantas se especifican los primordios que terminan dando lugar a las hojas y los pétalos. Estos órganos vegetales aparecen en patrones espaciales y se ha propuesto que la determinación como primordio de un grupo de células inhibe a las células vecinas para asumir el mismo destino celular a partir de la comunicación mediada por la difusión de alguna molécula. Ha sido propuesto que las auxinas podrían mediar la determinación y el arreglo espacial de los primordios dado que mutantes en distintos pasos de la vía de señalización por auxinas fallan en generar el patrón filotáctico normal. Aun así, el mecanismo exacto aún no ha sido determinado.

### Formación de estructuras tipo hoja
Una vez determinados los tipos celulares que componen los órganos como las hojas, el proceso de maduración y determinación de la forma espacial es mediado por una combinación de fuerzas mecánicas y la acción de morfógenos. El proceso de maduración de la hoja también involucra otros DPM como la determinación de la pared celular y la polaridad celular. 
Aunque la información experimental respecto a este proceso ha ido aumentado, todavía falta evidencia sobre el mecanismo exacto mediando la formación de las hojas.

## Implicaciones
En la propuesta de los DPMs, los DPMs son centrales en el desarrollo y el proceso evolutivo. En otras visiones, este papel es atribuido a los factores transcripcionales (Hox, MADS, Pax6, etc), los cuales se encuentran conservados y evidencia experimental prueba que en algunos casos, los genes codificados por algunos organismos son funcionalmente equivalente a sus homólogos en otros organismos a pesar de los largos períodos de divergencia. Ligeras variación de los DPMs puede tener importantes efectos en la escala multicelular, lo cual a diferencia de los cambios graduales genéticos, podría explicar la variación ocurrida en cortos períodos de tiempo como ocurrido en la evolución de los metazoos. 
A pesar de que la propuesta de los DPMs ha sido plantada para el desarrollo de animales y plantas, la evidencia que sugiere que estos se encontraban presentes en los ancestros unicelulares podría apuntar a que los DPMs están presentes y juegan un papel crucial en todos los linajes de organismos multicelulares. Esto a pesar de que muchos de los componentes moleculares involucrados en el desarrollo de los distintos linajes no se encuentran conservados, en todos estos linajes se pueden identificar proteínas o moléculas que pueden estar involucrados en mediar los procesos fisicoquímicos asociados a los DPMs planteados para animales y plantas.